# Emotioneel redeneren
Het emotioneel redeneren is een type denkfout, waarbij iemand een interpretatie geeft op basis van een emotionele reactie en niet op die van de oorspronkelijke informatie of gebeurtenis.

## Voorbeelden
- Ik voel me angstig, dus moet ik mij in gevaar bevinden.
- Ik voel mij ongeliefd, dus houdt er niemand van mij.
- Een vrouw kreeg van haar ex-man altijd een bosje bloemen nadat hij haar geslagen had. Bij het vertellen dat iemand zijn vrouw een bosje bloemen heeft gegeven, wordt de vrouw zeer geraakt. Ze weet nu zeker dat deze man niet deugt en zijn vrouw slaat.
- Een man vertelt een hulpverlener dat hij onterecht beschuldigd is van verkrachting. Dit levert een emotie op bij de vrouw waaruit zij concludeert dat hij toch een verkrachter is.

## Cognitieve Therapie
Er is een lijst met denkfouten ontwikkeld door Aaron Temkin Beck in de jaren zestig van de 20e eeuw, waarbij hij in eerste instantie de focus legt op depressie. Hij stelde dat denkfouten depressie veroorzaakten of in stand hielden. De Cognitieve Therapie (CT) tracht vervormde en onrealistische denkwijzen te identificeren en te veranderen en derhalve emotie en gedrag te beïnvloeden. Inmiddels wordt de CT effectief toegepast bij meer psychologische aandoeningen zoals: verslavingen, eetstoornissen, fobieën, angststoornissen en paniekstoornissen.